# Dorcadion fuliginator
Dorcadion fuliginator (лат.) — зникаючий вид твердокрилих комах з родини вусачів. Поширений в Європі. Жуки не здатні літати. Личинки харчуються коріннями трав'янистої рослинності . Довжина тіла імаго 10-14 мм. Тривалість розвитку однієї особини 1 рік.

## Підвиди
Відомо 10 підвидів:
- Dorcadion fuliginator andianum Pic, 1917 — Іспанія;
- Dorcadion fuliginator fuliginator (Linnaeus, 1758) — Франція, Німеччина, Австрія, Швейцарія, Бельгія, Нідерланди , Польща, Латвія;
- Dorcadion fuliginator loarrense Berger, 1997 — Іспанія;
- Dorcadion fuliginator meridionale Mulsant, 1839 — Франція і, можливо, Італія;
- Dorcadion fuliginator monticola Mulsant, 1853 — Франція;
- Dorcadion fuliginator navarricum Mulsant, 1853 — Португалія, Франція, Іспанія;
- Dorcadion fuliginator obesum Gautier, 1870 — Франція;
- Dorcadion fuliginator pyrenaeum Germar, 1839 — Франція, Іспанія;
- Dorcadion fuliginator striola Mulsant, 1863 — Португалія, Іспанія;
- Dorcadion fuliginator urgulli Breuning, 1976 — Франція.